# 勒普瓦雷叙韦吕尔
勒普瓦雷叙韦吕尔（法語：Le Poiré-sur-Velluire，法語發音：[lə pwaʁe syʁ vɛlɥiʁ]，意为“韦吕尔上方的勒普瓦雷”）是法国卢瓦尔河地区大区旺代省的一个旧市镇，属于丰特奈勒孔特区。2019年，勒普瓦雷叙韦吕尔与市镇韦吕尔合并为新市镇旺代河畔莱韦吕尔，勒普瓦雷叙韦吕尔为新市镇行政中心。

## 地名
与通常在法语地名中表示“在……河畔”之意的“sur”不同，该地名Le Poiré-sur-Velluire中的“sur”意为“在……上方”，表示名为勒普瓦雷（Le Poiré）的该地与韦吕尔（Velluire）的位置关系，并以“韦吕尔上方的勒普瓦雷”之名区分其他的“勒普瓦雷”，且事实上在该地附近也并无“韦吕尔河”存在。

## 地理
勒普瓦雷叙韦吕尔（46°24'40"N, 0°53'46"W）面积16.95 平方千米，位于法国卢瓦尔河地区大区旺代省，该省份为法国西部沿海省份，北起大西洋卢瓦尔省和曼恩-卢瓦尔省，西临大西洋，南至滨海夏朗德省，东部及东南部与德塞夫勒省接壤。
与勒普瓦雷叙韦吕尔接壤的市镇（或旧市镇、城区）包括：欧宰、谢村、勒朗贡、拉塔耶、韦吕尔。
勒普瓦雷叙韦吕尔的时区为UTC+01:00、UTC+02:00（夏令时）。

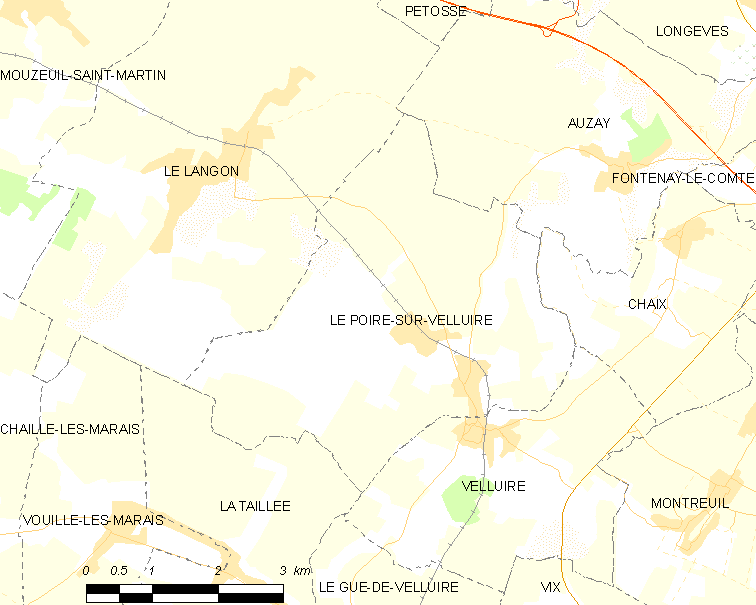
勒普瓦雷叙韦吕尔的OSM定位图

## 行政
勒普瓦雷叙韦吕尔的邮政编码为85770，INSEE市镇编码为85177。

## 政治
勒普瓦雷叙韦吕尔所属的省级选区为丰特奈勒孔特县。

## 人口

1962-2008年间勒普瓦雷叙韦吕尔人口变化图示

勒普瓦雷叙韦吕尔于2018年1月1日时的人口数量为665人。